# Tam Quốc (Triều Tiên)
Xem các nghĩa khác tại Tam Quốc (định hướng).
Thời đại Tam Quốc Triều Tiên (tiếng Hàn: 삼국시대; Hanja: 三國時代) đề cập đến các vương quốc Triều Tiên cổ đại là Cao Câu Ly (Goguryeo), Bách Tế (Baekje) và Tân La (Silla), đã thống trị bán đảo Triều Tiên và nhiều phần của Mãn Châu trong hầu hết Thiên niên kỷ 1. Thời kỳ Tam Quốc kéo dài từ năm 57 TCN cho đến khi Tân La giành thắng lợi trước Cao Câu Ly vào năm 668 và đánh dấu khởi đầu thời điểm Nam-Bắc Quốc giữa Tân La Thống nhất ở phía nam và Bột Hải ở phía bắc.
Giai đoạn đầu của thời kỳ này thường được gọi là Thời đại Tiền Tam Quốc, khi mà ba nước vẫn chưa phát triển thành các vương quốc theo đúng nghĩa. Tên gọi "Tam Quốc" được sử dụng trong tiêu đề của biên niên sử Tam quốc sử ký (thế kỷ 12) và Tam quốc di sự (thế kỷ 13).

## Bối cảnh
Ba vương quốc được thành lập sau sự sụp đổ của Cổ Triều Tiên và dần chinh phục cũng như hợp nhất các tiểu quốc và liên minh khác. Sau sự sụp đổ của Cổ Triều Tiên, nhà Hán đã lập nên Hán tứ quận ở Liêu Ninh và vùng tây bắc bán đảo hiện nay. Quận cuối cùng đã bị Cao Câu Ly diệt vào năm 313.
Các tiền thân của Bách Tế và Tân La đã mở rộng lãnh thổ trong khuôn khổ hệ thống các bộ lạc vào thời đại Tiền Tam Quốc còn Cao Câu Ly đã chinh phục các quốc gia láng giềng như Phù Dư Quốc, Ốc Trở, Đông Uế, cùng các bộ lạc khác ở miền bắc Triều Tiên và Mãn Châu. Ba thực thể chuyển đổi từ xã hội liên minh bộ tộc sang xã hội quốc gia phong kiến vào thế kỷ thứ 3.
Cả ba vương quốc đều tương đồng về văn hóa và ngôn ngữ. Tôn giáo ban đầu của người dân là Shaman giáo, nhưng họ ngày càng chịu ảnh hưởng của văn hóa Trung Hoa, chủ yếu là Khổng giáo và Đạo giáo. Trong kỷ 4, Phật giáo truyền đến bán đảo và phát triển nhanh chóng, một thời gian ngắn sau đã trở thành tôn giáo chính thức của cả ba nước.

## Cao Câu Ly

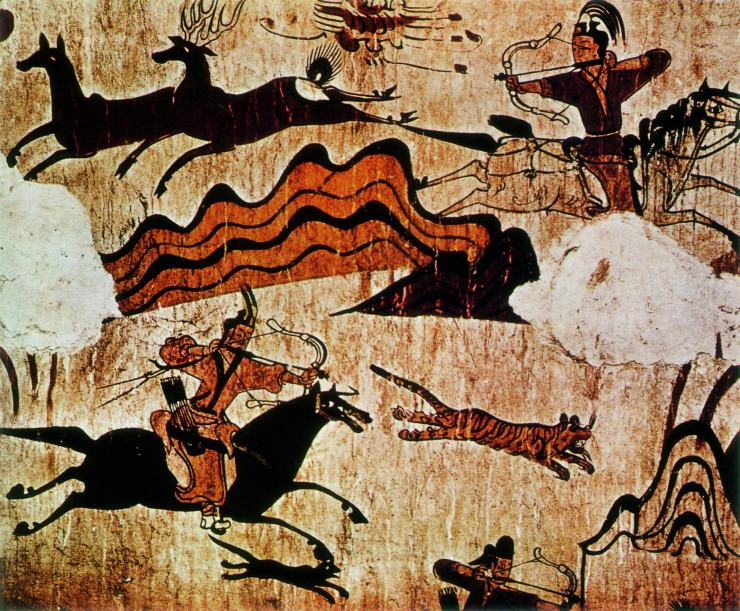
Bích họa trong mộ thất Cao Câu Ly

Cao Câu Ly (Goguryeo) nổi lên ở khu vực đôi bờ sông Áp Lục trong bối cảnh Cổ Triều Tiên sụp đổ. Những đoạn đầu tiên đề cập đến Cao Câu Ly trong sử sách Trung Quốc là từ năm 75 TCN trong tư liệu của nhà Hán, mặc dù từ trước đó đã xuất hiện cái tên "Guri" và có thể là cùng một quốc gia. Các bằng chứng đã cho thấy Cao Câu Ly là nước tiến bộ nhất, và dường như được thành lập sớm nhất trong Tam Quốc.
Cao Câu Ly cuối cùng trở thành quốc gia lớn nhất trong ba vương quốc. Vương quốc này cũng đã có một số lần thay đổi kinh đô: hai kinh đô nằm tại thượng lưu sông Áp Lục, và sau đó là Lạc Lãng (樂浪), được cho là một phần của Bình Nhưỡng ngày nay. Lúc đầu, vương quốc nằm trên vùng biên thùy với Trung Quốc; nó dần dần mở rộng sang Mãn Châu rồi cuối cùng tiêu diệt Lạc Lãng quận của người Hán vào năm 313. Quốc gia này tiếp tục chịu ảnh hưởng của văn hóa Trung Quốc khi Phật giáo trở thành tôn giáo chính thức năm 372.
Vương quốc Cao Câu Ly ở trên đỉnh cao của mình vào thế kỷ thứ 5 dưới thời trị vì của Quảng Khai Thổ Thái Vương (Gwanggaeto) và con trai là Trường Thọ Vương (Jangsu) trong chiến dịch chống lại Trung Quốc ở Mãn Châu. Trong thế kỷ tiếp sau hoặc lâu hơn, Cao Câu Ly là vương quốc chiếm ưu thế trên bán đảo Triều Tiên. Cao Câu Ly cuối cùng chiếm đồng bằng Liêu Đông ở Mãn Châu và khu vực thung lũng sông Hán ngày nay. Vương quốc Cao Câu Ly không chỉ cai quản các thần dân là người Triều Tiên mà còn có cả người Hán và các bộ tộc Tungus ở Mãn Châu và miền bắc bán đảo. Sau khi nhà Tùy và nhà Đường hình thành tại Trung Quốc, vương quốc tiếp tục trải qua các cuộc tấn công của Trung Quốc cho đến khi thất bại trước liên quân Đường-Tân La vào năm 668.

## Bách Tế
Bách Tế (Baekje) được thành lập với vị thế là một thành viên của liên minh Mã Hàn. Hai người con trai của người sáng lập nên Cao Câu Ly được chép rằng đã chạy trốn một cuộc xung đột kế vị, và lập nên Bách Tế ở khu vực quanh Seoul ngày nay.
Bách Tế sau đó đã hợp nhất hoặc chinh phục các bộ lạc Mã Hàn khác và lên đến đỉnh cao vào thế kỷ thứ 4, khi đó nó kiểm soát hầu hết miền tây bán đảo Triều Tiên. Bị Cao Câu Ly tấn công, kinh đô của vương quốc chuyển về phía nam đến Ungjin (Hùng Tân) (Gongju ngày nay) và sau đó lại chuyển sâu hơn về phía nam đến Tứ Tỉ (SabI) Buyeo ngày nay).
Bách Tế áp đặt ảnh hưởng của mình lên Đam La (Tamna), một vương quốc nằm trên đảo Jeju. Bách Tế duy trì quan hệ mật thiết và nhận triều cống của Đam La. Tôn giáo và văn hóa nghệ thuật của Bách Tế chịu ảnh hưởng của Cao Câu Ly và Tân La.
Phật giáo được đưa vào Bách Tế từ năm 384 từ Cao Câu Ly trong sự hoan nghênh. Về sau, Bách Tế đóng một vai trò cơ bản trong việc truyền bá văn hóa, bao gồm Hán tự và Phật giáo đến Nhật Bản cổ đại.

## Tân La

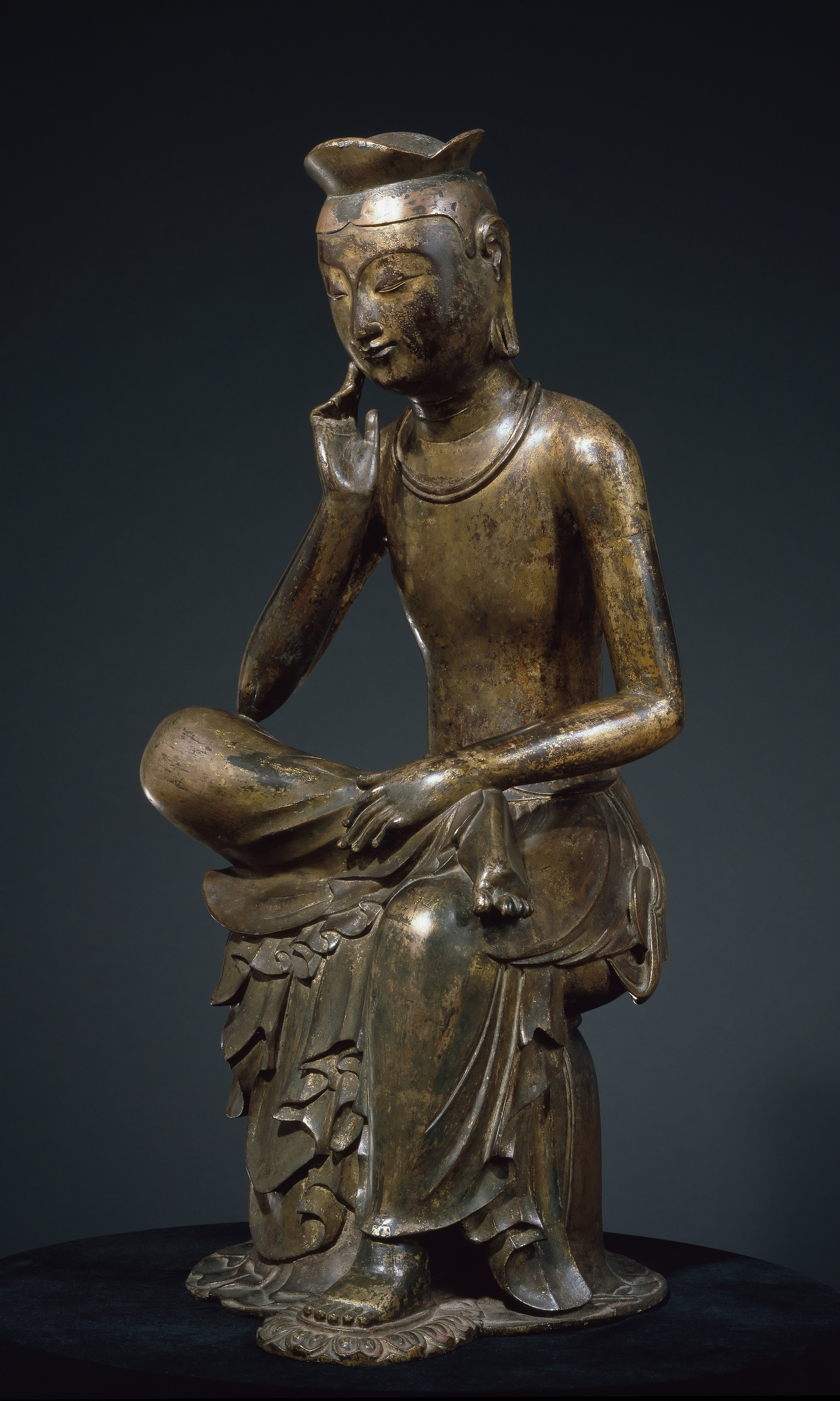
Tượng Bán già tư duy (半跏思惟), thế kỷ 7

Theo sử sách Triều Tiên, năm 57 TCN, Seorabeol (Từ La Phạt) hay Saro (Tư Lô), sau đó là Silla (Tân La) ở đông nam bàn đảo Triều Tiên đã thống nhất và mở rộng trên cơ sở liên minh của các tiểu quốc bộ tộc được gọi là Thìn Hàn. Mặc dù Tam quốc sử ký chép rằng Tân La được thành lập sớm nhất trong ba vương quốc, các tài liệu và hiện vật khảo cổ khác cho thấy rằng Tân La dường như là vương quốc cuối cùng trong Tam Quốc lập được một chính quyền tập trung.
Việc đổi tên từ Tư Lô sang Tân La tiến hành vào năm 503, vương quốc sáp nhập liên minh Già Da (Gaya), tức liên minh phát triển từ Biện Hàn trước đó, vào đầu thế kỷ thứ 6. Cao Câu Ly và Bách Tế phản ứng lại điều này bằng cách lập một liên minh. Để đối phó với các cuộc xâm lược từ Cao Câu Ly và Bách Tế, Tân La làm sâu đậm thêm mối quan hệ của mình với nhà Đường. Với việc chiếm được một số lãnh thổ mới, Tân La có thể giao thiệp trực tiếp với nhà Đường qua Hoàng Hải. Sau khi cùng với đồng minh là nhà Đường chinh phục Cao Câu Ly và Bách Tế, vương quốc Tân La đã đánh đuổi quân Đường ra khỏi bán đảo và chiếm vùng đất phía nam Bình Nhưỡng ngày nay.
Kinh đô của Tân La là Seorabeol (Từ La Phạt) (nay là Gyeongju; "Seorabeol", "서라벌" trong Hangul hay "徐羅伐" trong Hanja, được đặt giả thuyết là một từ tiếng Triều Tiên cổ có nghĩa là "kinh đô"). Phật giáo trở thành tôn giáo chính thức vào năm 528. Hiện vật văn hóa còn lại của vương quốc Tân La gồm có tác phẩm nghệ thuật bằng vàng độc nhất vô nhị thể hiện ảnh hưởng của các bộ lạc thảo nguyên du mục phương bắc, phân biệt với văn hóa của Cao Câu Ly và Bách Tế chịu ảnh hưởng của Trung Quốc một cách rõ rệt hơn.

## Các nước khác
Các quốc gia nhỏ hơn cũng tồn tại ở Triều Tiên trước hoặc trong thời kỳ này gồm:
- Liên minh Già Da (Gaya), tồn tại cho đến khi bị sáp nhập vào Tân La
- Đông Uế (Dongye), Ốc Trở (Okjeo), và Phù Dư (Buyeo), cả ba đều bị Cao Câu Ly chinh phục.
- Vu Sơn Quốc (Usan-guk): chư hầu của Tân La trên đảo Ulleung
- Đam La (Tamna): chư hầu của Bách Tế trên đảo Jeju

## Kết thúc Tam Quốc
Bằng cách liên minh với nhà Đường Trung Quốc, Tân La đã chinh phục Cao Câu Ly vào năm 668, sau khi đã chinh phục Già Da năm 562 và Bách Tế năm 660, và từ đây mở ra thời kỳ Bắc-Nam giữa Tân La Thống nhất ở phía nam và Bột Hải ở phía bắc, một vương quốc do Đại Tộ Vinh (Dae Jo-young), một tướng cũ của Cao Câu Ly nổi dậy chống lại ách cai trị của nhà Đường và bắt đầu chiếm lại các lãnh thổ Cao Câu Ly trước đây.